# Webberville, Texas
Webberville är en ort (village) i Travis County i Texas. Vid 2010 års folkräkning hade Webberville 392 invånare.